# Sachsenhuhn
Das Sachsenhuhn ist eine Haushuhnrasse. Die Ende des 19. Jahrhunderts erstmals vorgestellte Rasse wurde durch die Kreuzung von Minorka-Hühnern mit Langschan- und Sumatra-Hühnern züchterisch den klimatischen Verhältnissen des Erzgebirges angepasst. 

## Geschichte

### Vorgeschichte
Der Rassestandard dieser Landhuhnrasse wurde gegen Ende des 19. Jahrhunderts im sächsischen Erzgebirge entwickelt, als leistungsfähigere Rassen gezüchtet werden sollten. Ziel war es, für das im Erzgebirge typische raue Klima ein geeignetes Leistungshuhn zu erhalten. Heute gilt Gustav Torges, damals Mitglied im Vorstand des Landesverbandes sächsischer Geflügelvereine, als einer der geistigen Väter der Rasse. Für die Züchtung des Sachsenhuhns wurden Exemplare des als leistungsstark geltenden und im Ursprung aus Spanien stammenden schwarzen Minorka-Huhns mit schwarzen Langschan-Hühnern (asiatische Rasse) gekreuzt, die als sehr robust gilt. Etwa um 1880 gelangen schließlich erste entsprechende Zuchterfolge. Die Einkreuzung von Sumatra-Hühnern bewirkte, dass sich die Kammgröße der Tiere bei beiden Geschlechtern verringerte, was Erfrierungen im Winter vorbeugt. Weitere charakteristische Merkmale der Rasse sind die kurzen Kehllappen sowie die kleinen weißen Ohrscheiben.
Das Gesamtergebnis war, dass die Sachsenhühner wegen ihrer Eigenschaften, wie der klimatischen Unempfindlichkeit, als sehr robust und mit ihrem kräftigen und etwas langgestreckten Rumpf als ausgesprochene Nutzhühner gelten. Außerdem zeichnen sie sich durch eine leichte Aufzucht, Frühreife und ihr ruhiges Temperament aus. Die Legeleistung der Hühner erreicht 180 hellgelbe bis hellbraune Eier im Jahr. Zum Ausbrüten sind Eier ab einem Gewicht von 55 Gramm geeignet. Auch wenn bereits 1884 die ersten Tiere der Züchtung in der Öffentlichkeit vorgestellt wurden, erfolgte eine Anerkennung als Rasse erst 1914, da den Tieren bis dahin die nötige Einheitlichkeit fehlte. Außerdem einigte man sich in jenem Jahr auf den Namen „Sachsenhuhn“. Zwei Jahre später wurde eine Musterbeschreibung erstellt.
Die Sachsenhühner gibt es in mehreren Farbschlägen. Dabei gilt der schwarze Farbschlag als der ursprünglichste. Die anderen Farbschläge wie der markante gesperberte und der weiße Farbschlag kamen erst später in den 1920er Jahren auf. (Der gelbe Farbschlag wurde gar erst nach 1930 gezüchtet.) Allerdings bereitete diesen zu jener Zeit neu aufgekommenen Farbschlägen in der Folgezeit vor allem der Zweite Weltkrieg (1939–1945) Schwierigkeiten, denn in den Kriegsjahren wurden deren Bestände fast vollständig vernichtet.

### Heutiger Bestand und Gefährdung

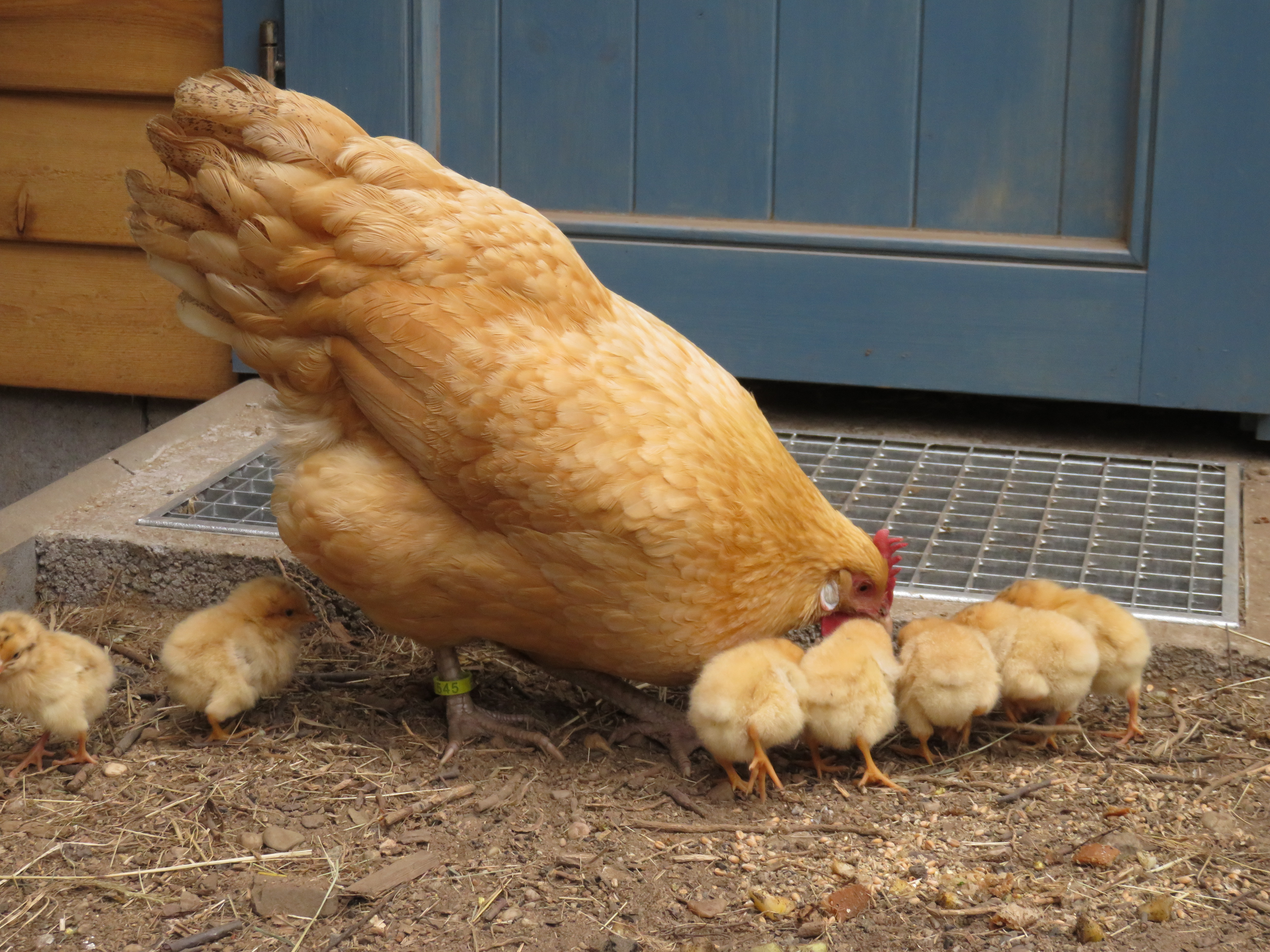
Sachsenhuhn Glucke mit Küken

In den letzten Jahren ist der Bestand der Sachsenhühner wieder gewachsen. (summierte Zahlen, nicht überlappend)

Auch wenn die Sachsenhühner wieder von Züchtern gehalten werden, die über Deutschland verteilt leben, gilt die Rasse als extrem selten und vom Aussterben bedroht, da das Sachsenhuhn als Wirtschaftshuhn mit anderen Rassen, die unter anderem mehr Eier legen, leistungsmäßig im Laufe der Zeit nicht mehr mithalten konnte.
Heute ist vorwiegend der gelbe und der schwarze Farbschlag zu finden. Die gesperberten und weißen Farbschläge dieser Rasse sind seltener, sie sind im Wesentlichen auf Hessen, das Vogtland und den Harz beschränkt. Der gelbe Farbenschlag entstand erst nach 1930. Das Sachsenhuhn führt die Bundesanstalt für Landwirtschaft und Ernährung in der Gefährdungskategorie II (stark gefährdet). 2016 gab es in Deutschland 129 männliche und 551 weibliche Zuchttiere in 74 Zuchten.
Die Gesellschaft zur Erhaltung alter und gefährdeter Haustierrassen (GEH) hat das Sachsenhuhn in der Roten Liste nach dem Stand vom Januar 2022 in die „Kategorie I - extrem gefährdet“, die höchste Gefährdungsstufe, eingeordnet. Sie hat eine Betreuerin für diese Rasse berufen.
Das Biosphärenreservat Oberlausitzer Heide- und Teichlandschaft in Sachsen versucht mittels einer entsprechenden Initiative, die Bestände der Sachsenhühner zu vergrößern, indem Tiere gezielt an interessierte Züchter abgegeben werden.
Die Zuchttierbestandserfassung des BDRG für 2022 erbrachte für das Sachsenhuhn dieses Ergebnis: In 126 Zuchten wurden 226 Hähne und 1033 Hennen gehalten. Der weiße Farbschlag ist besonders selten, in nur neun Zuchten gab es 12 Hähne und 58 Hennen, die gesperberten waren in 21 Zuchten mit 36 Hähnen und 170 Hennen vertreten, der schwarze Farbschlag hatte 80 Hähne und 366 Hennen in 43 Zuchten. Die meisten Tiere gibt es beim erst 1930 herausgezüchteten gelben Farbschlag mit 98 Hähnen und 439 Hennen in 53 Zuchten.

## Rassemerkmale

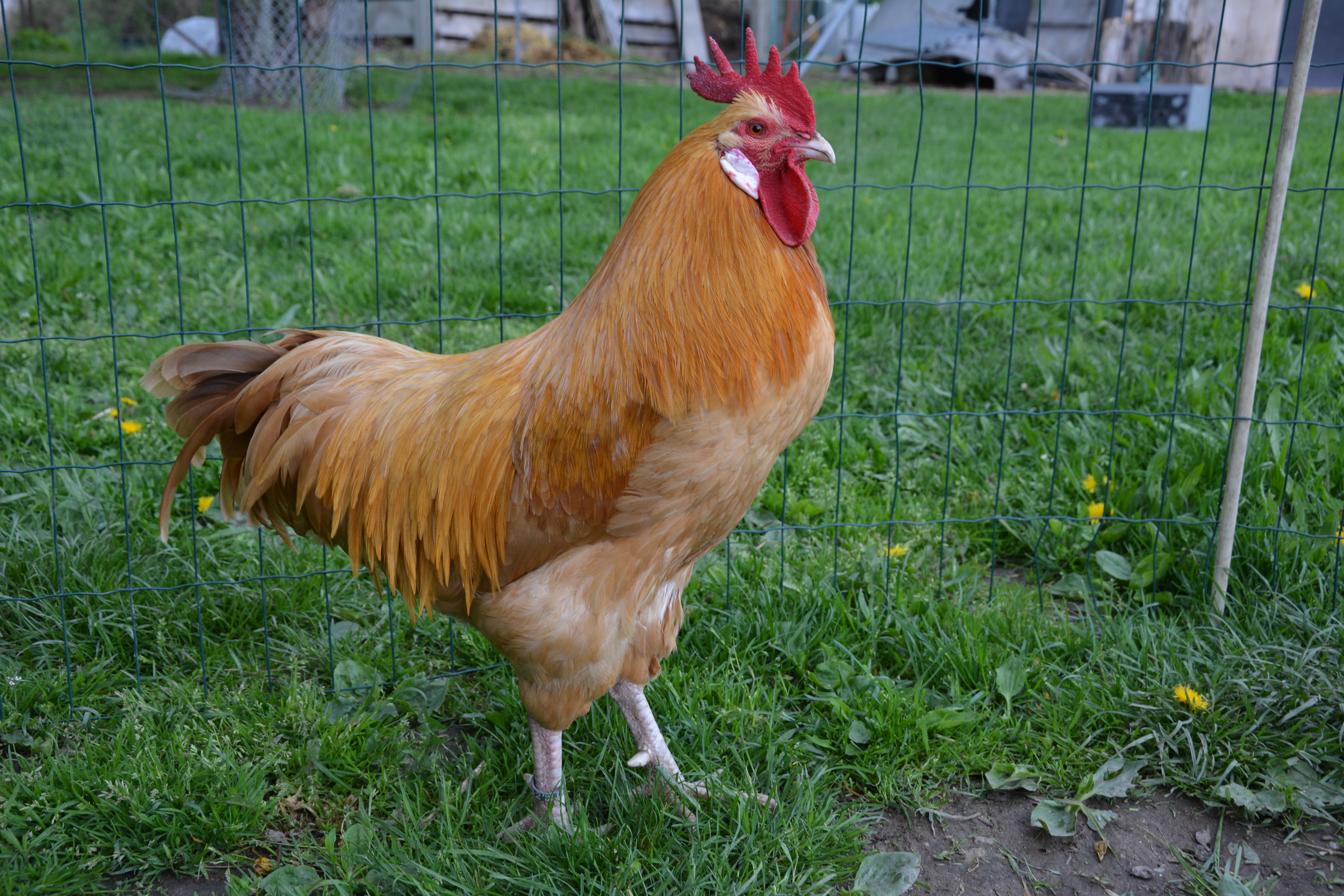
Gelber Sachsenhahn

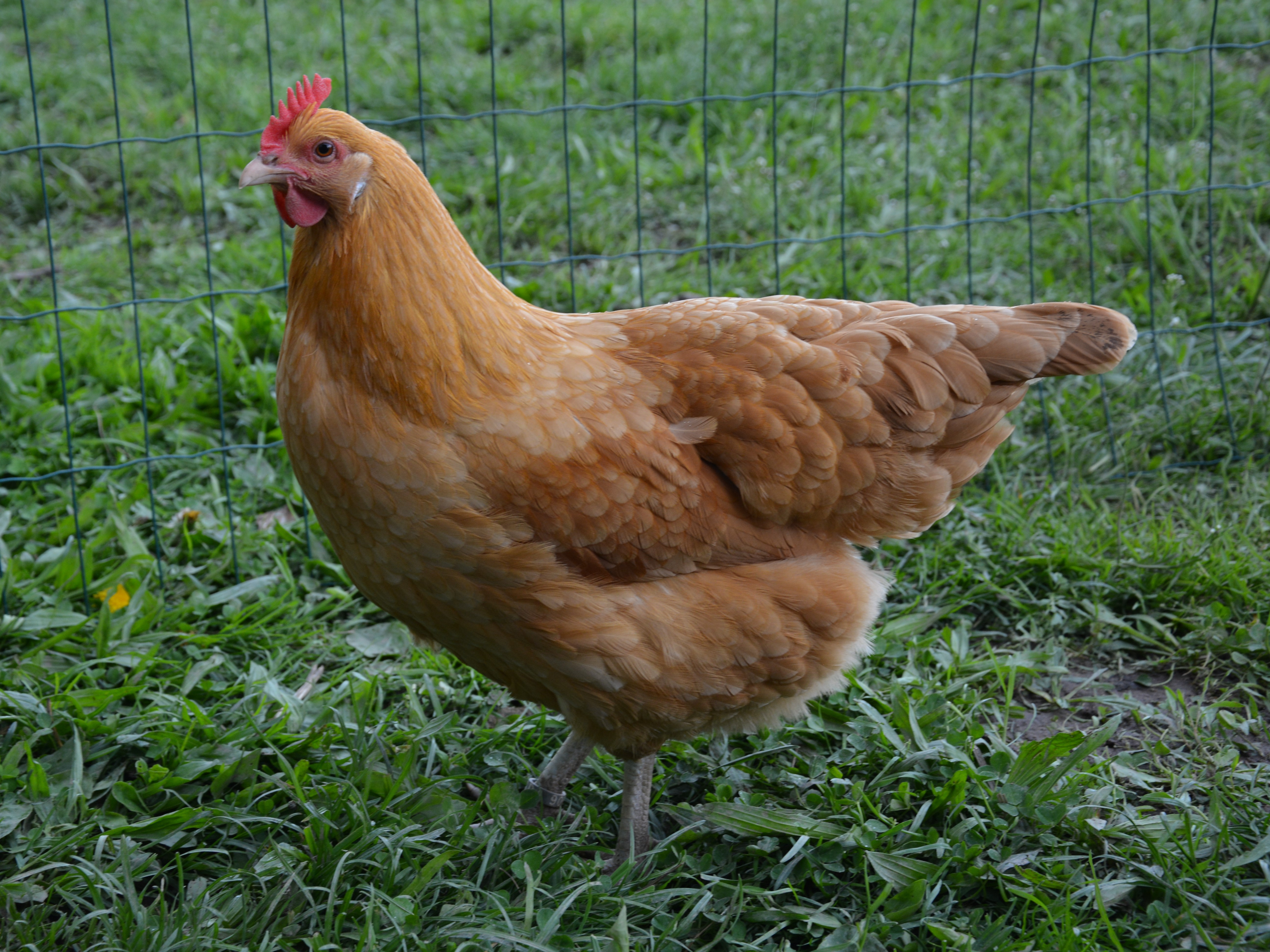
Gelbe Sachsenhenne

### Hahn
Der Sonderverein der Sachsenhühner und Zwerg-Sachsenhühner führt für den Hahn auf seiner Vereinshomepage folgende Rassemerkmale auf:
- Rumpf: kräftig; etwas lang gestreckt; waagerechte Körperhaltung.
- Hals: mittellang; mit vollem Behang.
- Rücken: vor der Mitte leicht ansteigend ohne Absatz und Winkel über den Sattel in den Schwanz übergehend.
- Schultern: breit; wenig hervortretend; vom Halsbehang etwas bedeckt.
- Flügel: fest geschlossen; dicht anliegend; nahezu waagerecht getragen.
- Sattel: voll; breit; seitlich gerundet; ohne Absatz vom Rücken in den Schwanz übergehend.
- Schwanz: mittellang; von oben gesehen breit und leicht gerundet angesetzt; von der Seite gesehen breit angesetzt und nach hinten schmaler werdend, von hinten gesehen leicht offen getragen; etwas ansteigende Haltung; mit breiten Steuerfedern sowie breiten Haupt- und Nebensicheln in möglichst gleichmäßiger Anordnung.
- Brust: breit; gut gerundet; etwas hervortretend.
- Bauch: voll; breit; nach hinten ausgeprägt.
- Kopf: klein; schmal.
- Gesicht: glatt; rot.
- Kamm: kleiner Stehkamm; regelmäßig gezackt; Fahne nur wenig der Nackenlinie folgend.
- Kehllappen: klein; fein im Gewebe.
- Ohrscheiben: weiß; mandelförmig.
- Augen: groß; lebhaft; Farbe siehe unter Farbschlägen.
- Schnabel: mittellang; kräftig; farblich in Anlehnung an die Lauffarbe.
- Schenkel: mittellang.
- Läufe: mittellang; nicht grob; Farbe siehe unter Farbschlägen.
- Zehen: mittellang; gut gespreizt.
- Gefieder: voll; nicht zu hart; aber fest anliegend.

### Rassemerkmale Henne
Der Sonderverein der Sachsenhühner und Zwerg-Sachsenhühner führt für die Henne auf seiner Vereinshomepage folgende Rassemerkmale auf:
„Kräftige, lang gestreckte Form mit gut gefülltem Sattel (mäßige Polsterbildung gestattet), der ohne Absatz in den leicht ansteigenden, etwas locker getragenen Schwanz übergeht. Der Schwanz soll von oben, wie auch von der Seite betrachtet, breit angesetzt sein und nach hinten schmaler werden. Von hinten gesehen sind die Steuerfedern leicht schräg angeordnet, sodass der dabei entstehende leicht geöffnete Steuerfederaufbau der charakteristischen Oberlinie dient. Die Brust ist breit und tief angesetzt und der Bauch nach hinten voll ausgeprägt. Die Kopfmerkmale entsprechend kleiner als beim Hahn.“

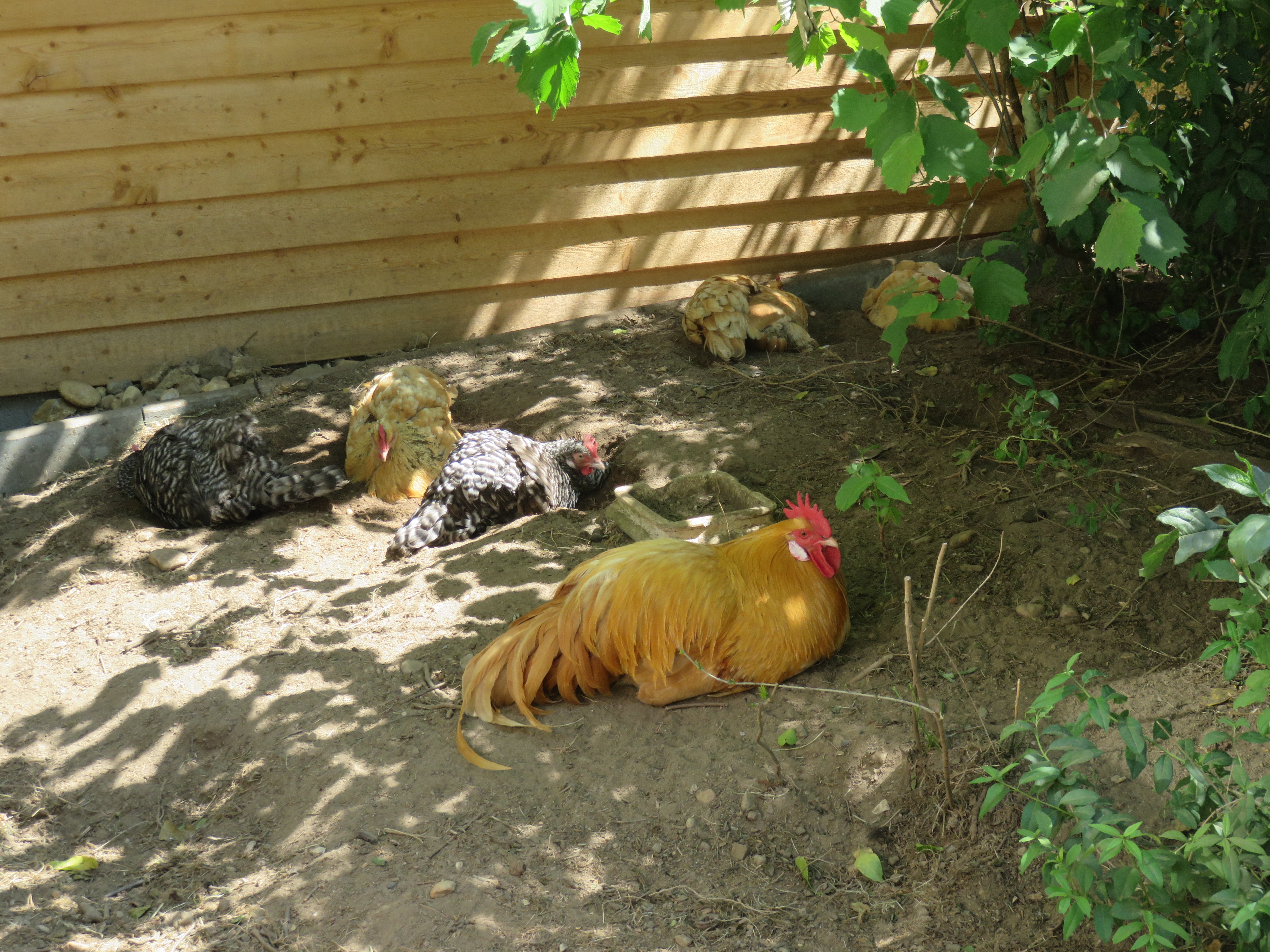
Sachsenhühner der Farbschläge gelb und gesperbert beim Sandbaden

### Farbschläge
- Schwarz: Sattschwarz mit intensivem grünen Glanz. Augenfarbe dunkelbraun; Lauffarbe schwarz, helle Krallen gestattet.[12]
- Weiß: Rein weiß; leicht gelblicher Anflug im Schmuckgefieder des Hahnes gestattet. Augenfarbe orangerot; Lauffarbe hell fleischfarbig.[12]
- Gelb: Sattes, gleichmäßiges Gelb; beim Hahn im Schmuckgefieder etwas dunkler. Untergefieder und Federkiele gelb: leichte schwärzliche Pfefferung in Schwanz und Handschwingen gestattet. Augenfarbe orangerot. Lauffarbe fleischfarbig: bläulicher Anflug vorerst gestattet.[12]
- Gesperbert: Jede Feder in mehrfachem Wechsel von Schwarz und Lichtblau leicht bogig quer gesperbert. Beim Hahn in gleicher Breite, bei der Henne sind die dunklen Federteile etwas breiter als die hellen. Die Zeichnung ist nicht scharf abgegrenzt und das Untergefieder nur schwach gezeichnet. Beidseitig in den Handschwingen je eine schwarze Feder gestattet. Augenfarbe orangerot. Lauffarbe fleischfarbig; bei der Henne einzelne dunkle Schuppen gestattet.[12]

### Zwergform
Seit 1992 ist auch eine Zwergform des Sachsenhuhns als Rasse anerkannt. Die Rassemerkmale des Zwergsachsenhuhnes sind der Großrasse sehr ähnlich und unterscheiden sich im Wesentlichen durch die kleinere Größe. Dabei erreichen die Hähne ein Gewicht von etwa 1,1 Kilogramm und die Hennen etwa 0,9 Kilogramm. Auch das Gewicht der Eier fällt mit 38 Gramm etwas geringer aus.

### Charakter
Die Sachsenhühner weisen ein zutrauliches Wesen und ruhiges Temperament auf, weshalb sie als relativ unkompliziert gelten und problemlos in der Nähe anderer Tiere gehalten werden können. Außerdem ist die Brutlust eher gering ausgeprägt. Ihre Zucht, Haltung und Fütterung stellen auch ansonsten keine besonderen Anforderungen dar, wodurch die Rasse insgesamt gut für kleinbäuerliche Betriebe geeignet ist. Weil die Tiere im Allgemeinen schnell handzahm werden, werden sie auch gern Anfängern empfohlen.

## Sonderverein
Gegründet wurde der „Sonderverein des Sachsen- und Zwergsachsenhuhnes“ im Jahr 1921 in Chemnitz-Altendorf von dem Züchter Arthur Esche und weiteren Züchtern. Zwei Jahre später umfasste der Sonderverein bereits 40 Mitglieder.
Einen Einschnitt bedeutete die deutsche Teilung infolge des Zweiten Weltkriegs. In der Bundesrepublik etablierte sich der Sonderverein unter der Führung des Züchters Theo Dubiella ab 1963 und in der DDR der Spezialzuchtgemeinschaft (SZG) Sachsenhuhn. Erst nach der Wende kam es zur Wiedervereinigung der beiden Verbände zum Sonderverein der Zucht der Sachsenhühner und Zwerg-Sachsenhühner. Die Züchter der Sachsenhühner sind heute schwerpunktmäßig in Sachsen, Hessen und Thüringen zu finden.

## Sonstiges
In der 1979 von der Deutschen Post herausgegebenen Briefmarkenserie „Rassegeflügel“ war das männliche Sachsenhuhn Motiv für die 25-Pfennig-Briefmarke. Der erste Ausgabetag für die Briefmarke, deren Auflage 5.000.000 Stück betrug und die im Offsetdruck hergestellt wurde, war der 23. Januar 1979. Der Entwurf stammte von dem in Dresden geborenen Gebrauchsgrafiker Axel Bertram (1936–2019).